# Gndevaz, Vayots Dzor
Gndevaz là một đô thị thuộc tỉnh Vayots Dzor, Armenia. Dân số ước tính năm 2011 là 1005 người.